# Parque nacional Tathra
El Parque nacional Tathra es un parque nacional en Australia Occidental, ubicado a 240 km al norte de Perth.

## Datos
- Área: 43 km²;
- Coordenadas: 29°46′37″S 115°31′44″E / -29.77694, 115.52889
- Fecha de Creación: 1970
- Administración: Departamento de Conservación y tierras de Australia Occidental
- Categoría IUCN: II

Véase también:
- Zonas protegidas de Australia Occidental

- Datos: Q951837
- Multimedia: Tathra National Park / Q951837